# 凌云阁塔
凌云阁塔，位于中华人民共和国广东省惠州市博罗县横河镇沙上村，为博罗县第二批文物保护单位，类型为古建筑，公布时间为1985年。
凌云阁塔的历史年代为清代。